# 辽南专区
辽南专区，中华人民共和国辽宁省已撤销的行政区，在今辽宁省南部。1965年置，专员公署驻盖县（今盖州市）。辖原属营口市的盖县、营口2县；原属旅大市的金县、新金、复县3县及原属鞍山市的海城、辽阳2县。辽南专区辖7县。
1968年，撤销辽阳县，并入辽阳市。同年，将金县、复县、新金3县划归旅大市；海城、营口、盖县3县划归营口市。